# Montagnano (Ardea)
Montagnano è una località del territorio di Cecchina, divisa tra i comuni di Albano, Ariccia e Ardea.

## Storia
La località era abitata in epoca preistorica da un villaggio a ridosso del fiume Incastro, i cui molti reperti sono oggi conservati nel Museo Civico di Albano Laziale. Una tomba a pozzo del IX secolo a.C. (oggi al Museo di S. Scolastica a Subiaco) ne attesta una continuità di vita ancora nell’Età del Ferro.
Questo insediamento è stato identificato con il villaggio di Giano riportato da Virgilio, ai tempi dello sbarco di Enea nel Lazio e presso il quale sorgeva un tempietto dedicato a Giano.  Qui il re Latino, secondo un rito primitivo, avrebbe dovuto aprire le porte del tempio, chiuse da sbarre di bronzo e dichiarare guerra ai Troiani, ma si astenne dal farlo e tornò indietro. 
Il toponimo originario si è conservato fino al Medioevo, quando la località viene riportata come Monte Jani, ovvero Monte di Giano. La prima citazione scritta che abbiamo a riguardo del casale compare nella Bolla di papa Lucio III del 1183, dove viene riportato come Casale de Monteiani tra i possessi dell'Abbazia di Sant'Anastasio alle Acque Salvie, a cui ne andrebbe fatta risalire la costruzione. Viene riportato in seguito come Casale de Monte Jani nel 1191, Montangiano nel 1378, Casale Montagnanum nel 1428 e Tenuta de Montagnano nel 1563, dove si può notare l’evoluzione del toponimo dal medievale Monte Giano fino all’odierno Montagnano.
Nel 1378 l’antipapa Clemente VII vendette l’intera tenuta a Girolamo Orsini, come ricompensa per l’essergli stato d’aiuto nell’ascesa al trono pontificio. 
Tornata nelle mani dell’abbazia delle Tre Fontane, il 28 ottobre 1428  i monaci vendettero la tenuta di Montagnano a Prospero e Odoardo Colonna, insieme ai castelli di Genzano  e Nemi, per una cifra di 15.000 fiorini.

Nel 1563 Marcantonio Colonna, il famoso condottiero nella battaglia di Lepanto, vendette Genzano a Fabrizio de’ Massimi "excepta tamen Tenuta, quae dicitur de Montagnano, et Molendino in eadem Tenuta existente". Nel Cinquecento quindi i Colonna conservano ancora la tenuta di Montagnano, fino al Seicento, quando verrà alienata da costoro ai Theodoli, nuovi proprietari.

Nel XVI secolo i Colonna cedettero la tenuta che quindi passò ai Theodoli che la possedevano durante la metà del secolo XVII e la conservavano ancora nel 1803 e che risultava confinare con Torricella, Valle Caja, Tor di Bruno, Campoleone e Ariccia per una superficie di rubbia 167 equivalenti a circa 310 ettari. Nel XIX secolo passò alla famiglia Jacobini.
Nell’Ottocento il casale inizia ad essere riportato come Tor di Sbarra. 
Questo casale medievale, gravemente danneggiato durante i bombardamenti del 1944, è stato ampiamente restaurato nel dopoguerra. Si tratta di un casale fortificato del XII secolo, dalla struttura solida e compatta e dalle dimensioni di circa 17 x 9 metri. L’unico accesso al casale era difeso da una torre angolare con scarpata che ancora oggi si distingue chiaramente, nonostante i restauri. La torre, alta circa 13 metri, ha una larghezza massima di 6 metri alla base della scarpata, nel lato verso Via Montagnano. In una stanza interna era allestito il frantoio, a trazione animale, costituito da un’unica macina.

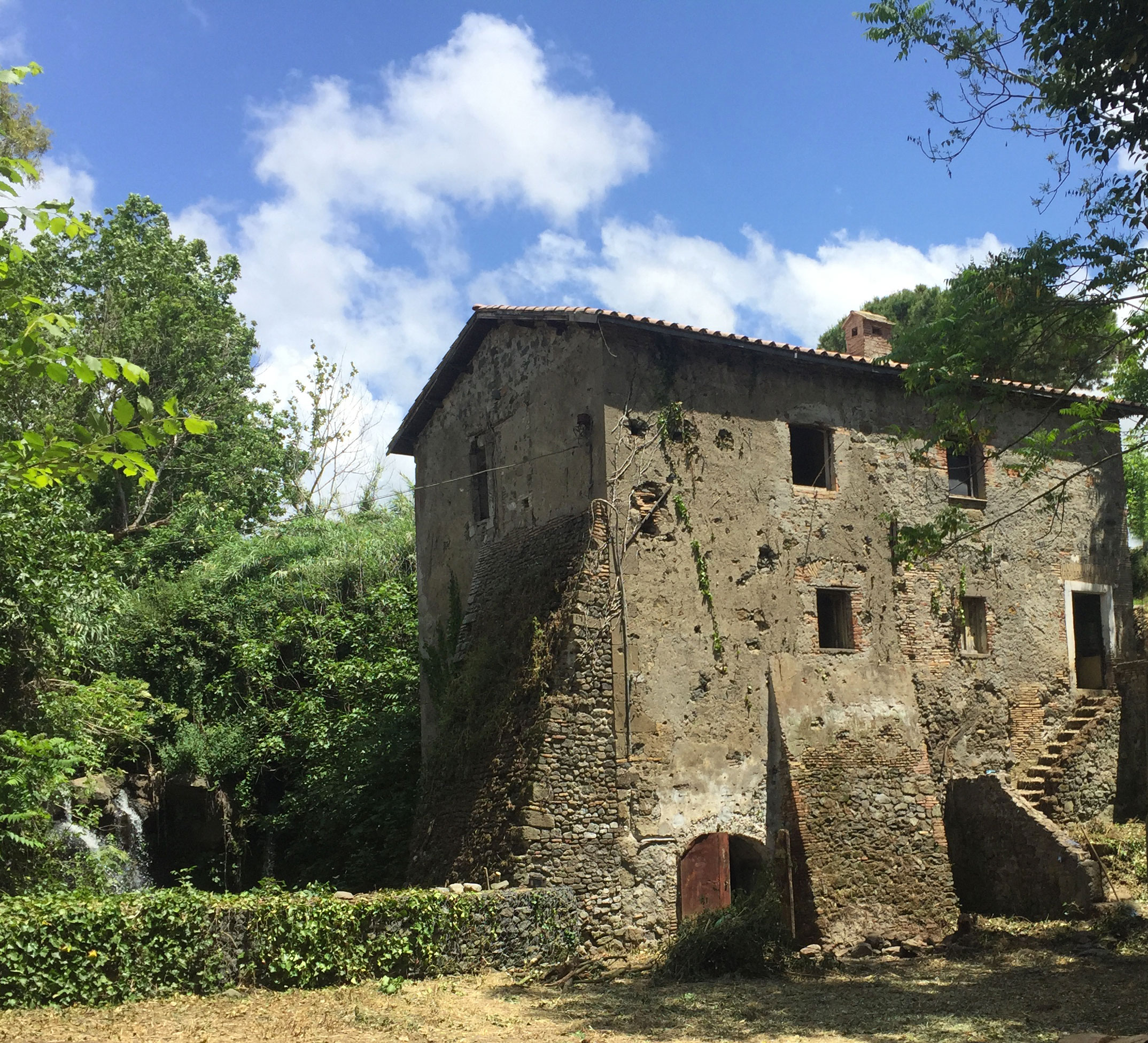
La Mola di Montagnano

Nel corso del Cinquecento, non molto lontano dal casale, venne eretto un mulino di grandi dimensioni (circa 15 x 8 metri), disposto su due piani ed utilizzato esclusivamente per la molitura del grano. Questo mulino era alimentato dalle acque dell’emissario del Lago di Nemi, di cui ne è visibile ancora oggi lo sbocco.
L’importanza di questo mulino dovette essere notevole in questo periodo, dato che nel 1568 Giorgio Cesarini ottiene da Ortensia Colonna il permesso affinché la comunità di Civita Lavinia potesse macinare il proprio grano presso la Mola di Montagnano. 
Nel corso del Cinquecento, forse ad opera dei Colonna, vennero erette le stalle, un edificio ancora oggi in buono stato di conservazione, ricadente in località Fontana di Papa. A ridosso delle stalle i Theodoli eressero, nel Settecento, una piccola chiesetta a pianta circolare dedicata a S. Antonio Abate, in luogo detto Montagnano. La dedica della chiesetta a S. Antonio Abate, patrono degli animali da fattoria, ben si adatta alla presenza dell’adiacente stalla e quindi ad una località di tipo rurale. La chiesa è stata demolita negli anni ’60. Oggi il mulino e le stalle sono proprietà della famiglia Carafa Jacobini di Genzano.